# Stadium MK

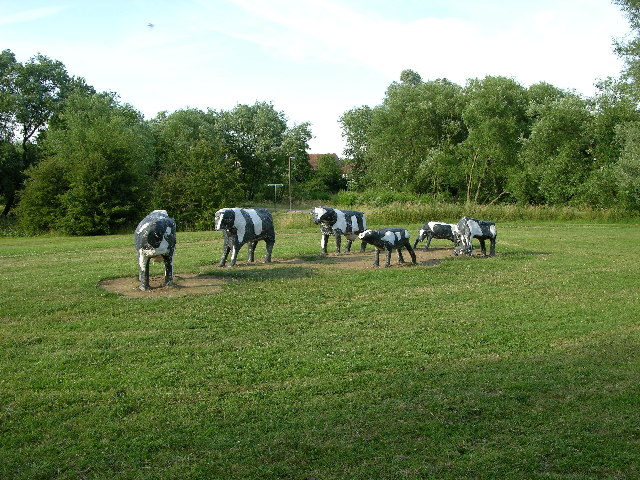
Die Beton-Kühe von Milton Keynes

Das Stadium MK (oder auch stadium:mk) ist ein Fußballstadion im Ort Bletchley der zur englischen Stadt  Milton Keynes, Vereinigtes Königreich, gehört. Es ist auch unter dem Namen Denbigh Stadium bekannt. Es ist Nachfolger des National Hockey Stadium, das von 2003 bis 2007 Spielstätte der Milton Keynes Dons (bis 2004 FC Wimbledon) war.

## Geschichte
Der erste Spatenstich zur neuen Spielstätte erfolgte am 17. Februar 2005 südlich des Stadtzentrums. Die offizielle Eröffnung wurde am 29. November 2007 von Königin Elisabeth II. durchgeführt. Das erste Spiel fand schon am 18. Juli des Jahres statt. Die Milton Keynes Dons besiegten den FC Chelsea mit 4:3. 
Das Stadium MK bot bei seiner Fertigstellung 22.000 überdachte Sitzplätze auf den vier Tribünen. Die Sitze verteilten sich aber nur auf dem unteren Teil der doppelstöckigen Tribünen. Der North Stand hinter dem Tor ist die Heimat der Gästefans. Der South Stand der Heimfans auf der anderen Seite trägt den Namen The Cowshed (deutsch Der Kuhstall). Dies geht auf die bemalten Beton-Kühe zurück die in der Stadt stehen. Auf der Rückseite des Südranges schließt die Sporthalle Arena:MK mit 4.500 Plätzen an. Die Arbeiten daran mussten aufgrund der Finanzkrise ruhen. Die Haupttribüne im Westen beherbergt u. a. die VIP-Logen, Business-Sitze und gastronomische Einrichtungen. Auf dem Ostrang wurde mit weißen Kunststoffsitzen der Vereinsname MK DONS erstellt.   
Das Spielfeld setzt sich aus einem Naturrasen mit eingeflochtenen Kunstrasenfasern zusammen. Dabei wurden im September 2006 ca. 20 Millionen Kunstfasern 20 cm tief in den Boden eingesetzt. Mit der Zeit verwächst der Rasen mit den Kunstfasern und ist dann widerstandsfähiger auch bei starker Beanspruchung.
Im Oktober 2013 wurde die Installierung der Sitze auf dem Oberrang abgeschlossen. Seitdem bietet das Stadion 30.500 Sitzplätze.

## Sonstige Nutzung
Im Stadion fanden einige Spiele der englischen U21-Fußballnationalmannschaft statt. Bei dem ersten Spiel gegen Bulgarien wurde der Besucherrekord der Spielstätte aufgestellt. Das EM-2009-Qualifikationsspiel endete 2:0 für die Engländer. Im Juni 2009 traf die U-21 Englands in Vorbereitung auf die Europameisterschaft auf Aserbaidschan; vor rund 12.000 Zuschauern gewann England klar mit 7:0.
Das Stadion war 2007 Mittelpunkt der Veranstaltungen zum 40. Stadtjubiläum von Milton Keynes.
Der in der Nachbarstadt angesiedelte Rugby-Verein Northampton Saints trägt gelegentlich Spiele im Stadium mk aus. Darüber hinaus fanden 3 Gruppenspiele der Rugby-Union-WM 2015 hier statt.
Das Stadion wird regelmäßig für Konzerte genutzt, 2019 befanden sich unter den aufgetretenen Musikern Take That, Rod Stewart und Rammstein.
Bei der Fußball-Europameisterschaft der Frauen 2022 wurden im Juli drei Vorrundenspiele der Gruppe B im Stadium MK ausgetragen. Hinzu kam am 27. Juli das Halbfinale zwischen Deutschland und Frankreich vor 27.445 Zuschauern.

## Besucherrekorde und Zuschauerschnitt
Bei der Rugby-Union-Weltmeisterschaft 2015 wurde mit 30.048 Zuschauern bei der Partie zwischen den Fidschi und Uruguay der Zuschauerrekord für das Stadion aufgestellt. Der Besucherrekord für ein Fußballspiel stammt vom 25. September 2019, als die MK Dons in der 3. Runde im EFL Cup 2019/20 vor 28.521 Zuschauern auf den FC Liverpool trafen und 0:2 unterlagen.
- 2010/11: 8.512 (Football League One)
- 2011/12: 8.659 (Football League One)
- 2012/13: 8.612 (Football League One)
- 2013/14: 9.047 (Football League One)
- 2014/15: 9.452 (Football League One)
- 2015/16: 13.158 (Football League Championship)
- 2016/17: 10.307 (EFL League One)
- 2017/18: 9.202 (EFL League One)
- 2018/19: 8.224 (EFL League Two)
- 2019/20: 9.246 (EFL League One)

## Tribünen
- South Stand (The Cowshed) – (Süd, Hintertortribüne, überdacht)
- North Stand – (Nord, Hintertortribüne, überdacht)
- West Stand – (West, Haupttribüne, überdacht)
- East Stand – (Ost, Gegentribüne, überdacht)

## Galerie
| Blick zum South Stand | East Stand | South Stand (The Cowshed) | Stadion im Bau (Juli 2006)           |
| Blick zum South Stand | East Stand | South Stand (The Cowshed) | Stadion während des Baus (Juli 2006) |